# Quatrième traité de Prairie du Chien
Pour les articles homonymes, voir Traité de Prairie du Chien.
Le quatrième traité de Prairie du Chien est un traité signé le 15 juillet 1830 à Prairie du Chien dans le territoire du Michigan entre les États-Unis et des représentants de la nation Sauk et Fox, des Mdewakantons, Wahpekutes, Wahpetons et Sissetons du peuple sioux, des Omahas, Iowas, Otos et Missouris. Il a été négocié par William Clark, surintendant des affaires indiennes pour les États-Unis.
Ce traité avait pour but de résoudre des conflits entre les tribus apparus après la signature de précédents traités concernant les limites de leurs territoires.